# Kathedraal van Baguio
De Kathedraal van Baguio, ook wel de Our Lady of Atonement Cathedra, is een kathedraal in de Filipijnse stad Baguio. De kathedraal is de zetel van het rooms-katholieke bisdom Baguio. De huidige bisschop van Baguio is sinds 2002 Carlito Cenzon. De beschermheilige van de kathedraal is de Maagd Maria